# Коробушка
«Коро́бушка» (также известна под названиями «Коробейники» и «Ой, полным полна коробушка…») — русская народная песня, текст которой представляет собой фрагмент поэмы Николая Некрасова.

## История создания
У слов песни имеется несколько вариантов, являющихся переложением начала поэмы Николая Некрасова «Коробейники» (1861). Из нескольких авторских мелодий и аранжировок (Я. Ф. Пригожий, А. Н. Чернявский, 1898; А. Дагмаров, 1903; В. С. Ружицкий, 1905) обработка Якова Пригожего является наиболее популярной версией песни. Первые четыре строки песни звучат в романе Чернышевского «Что делать?» (1863)
Продолжением сюжета «Ой, полна, полна коробушка» стала песня «Хорошо было детинушке…» (музыка Я. Ф. Пригожего, 1888); ещё один фрагмент «Коробейников» был использован в «Песне убогого странника» (музыка Н. А. Маныкина-Невструева, 1913).
Песня вызвала целую волну переделок. В конце 1900-х и в 1910-е годы была популярна песенка-пародия «Коробушка. Совет начинающим Дон-Жуанам» авторства Михаила Савоярова. Мотив остался почти неизменным, но комические куплеты были пересочинены наново. Ноты песенки переиздавались несколько раз Петербургским издательством «Экономик». Известны сатирические и агитационные переделки песни предреволюционных лет и советского времени: «Ой, полна, полна, коробушка, есть Эсеры и Эс-Де…», «Ой, полна, полна коробушка у любого богача, А у бедного рабочего ни кола и ни двора…», «Ой полна, полна коробушка, есть „Безбожник“, „Крокодил“…», «Ой, полна моя коробушка, есть в ней тол, и есть запал…» (партизанская).
Поскольку слово «коробушка» у некоторых в живом бытовании отсутствует, то песня в разговорной речи нередко обозначается словом «Коробочка». Так, в повести К. Яковлева «Осиновские чудаки» о 1930-х годах говорится: «Павел Шмонин вынес гармонь да заиграл „Из-за острова на стрежень“… Дуняшке не понравилась песня: расплакалась, убежала домой. Алексей Петрович укорил: „Повеселей бы что-нибудь“. Спели весёлую — „Коробочку“». В в книге Юрия Красавина «Вот моя деревня…», повествующей о 1960-х годах, написано: «Утром в Иванов день… в каждом доме окна раскрыты настежь, в каждом доме гомонит застолица. А потом запоют — то там, то тут. Пели „Коробочку“, „Шумел камыш“… и ещё много других песен, незамысловатых, известных каждому».

## Исполнители песни
Романс входил в репертуар Анастасии Вяльцевой, Вари Паниной, Раисы Раисовой, Михаила Савоярова, Надежды Плевицкой, Лидии Руслановой, ансамбля Золотое кольцо, группы «Король и Шут».

## Использование мелодии
- После того как аранжировка песни «Коробушки» впервые появилась в версиях игры «Тетрис» для Apple IIgs и Spectrum Holobyte, в 1989 году песня была переаранжирована Хирокадзу Танакой в качестве аккомпанемента «Type A» в версии 1.1 «Тетриса» для Game Boy компании Nintendo. С тех пор она стала тесно связана с этой игрой в западной популярной культуре. В 2008 году UGO включила песню в список 3 лучших музыкальных композиций для видеоигр всех времен[7]. «The Tetris Company» владеет правами на эту вариацию песни для использования в видеоиграх[8].
- В фильме «Сердцеедки» героине Сигурни Уивер, выдающей себя за русскую, предлагают спеть песню, говоря «Какой же русский не знает песню „Коробо́чка“».
- Мотив песни «Коробушка» использован в музыке к кинокомедии «Операция «Ы» и другие приключения Шурика», в частности в эпизоде на колхозном рынке.
- В фильме «Сны» Карена Шахназарова эта мелодия звучит в эпизоде, где граф Призоров торгует порнографическими фотографиями на Арбате.
- Используется в компьютерной игре «Братва и кольцо».
- Мелодия песни использована в фильме «Онегин» Марты Файнс по мотивам романа в стихах А. С. Пушкина «Евгений Онегин».
- Отрывок из песни звучал во время эпизодов с Боратом в «Шоу Али Джи».
- У радиостанции «Русское радио» данная мелодия звучит как подложка во время рекламных объявлений.
- В фильме «Пипец 2» мелодия звучит в эпизоде, когда Mother Russia расправляется с полицейскими.
- Во второй половине композиции «Et Barn Er Dødt I Bethlehem» норвежской блэк-метал группы Ljå.
- В фильме «Snatch» в эпизодах с участием Бориса «Бритвы».
- В сериале «Карточный домик» (3 сезон 3 серия) президент России Виктор Петров (образ основан на В. В. Путине[источник не указан 3621 день]) поёт песню на ужине в Белом доме.
- В фильме «Механик» 2005 года с Дольфом Лундгреном песню поют во время застолья.
- В ноябре 2024 года вышла песня "Tetoris" от японской виртуальной певицы Касанэ Тето из Utau, с аранжировкой этой песни, а само название песни "Tetoris" отсылает к самой Тето и к известной игре Tetris.

#### Другие версии
- На мелодию «Коробушки» многие западные музыкальные группы и исполнители делали ремиксы и свои аранжировки. Например, у техно-группы Scooter в альбоме 2007 года есть композиция «Whistling Dave», где эта мелодия насвистывается на протяжении всей песни.
- В песне Final Fight ирландской Трэш-метал группы Gama Bomb во время соло играется мотив «Коробушки».
- Южнокорейская женская группа aespa использовала сэмпл мелодии в своей песне «Hold On Tight», которая включена в оригинальный саундтрек оригинального фильма Тетрис[9].
- Немецкая группа dArtagnan исполняет эту песню на русском и английском языках